# Gerhard I. von Sinzig
Gerhard I. von Sinzig († 1237) war ein Ministeriale unter den deutschen Königen, der die burggräfliche Linie auf der Reichsburg Landskron begründete.

## Leben
1207 wurde Gerhard erstmals im Gefolge des Königs Philipp von Schwaben genannt. Nach dessen Ermordung übertrug Otto IV., der das Königtum übernommen hatte, den Weiterbau der Reichsburg Landskron 1208 wieder an den Burggrafen Gerhard. Ottos Nachfolger, der Staufer Friedrich II., übernahm Gerhard im Burggrafenamt.
1216 fassen mit Gerhard I. die Burggrafen von Landskron im Fiskus Sinzig Fuß als Procurator des Kaisers Friedrich II. 1219 wird Gerhard villicus (Schultheiß) von Sinzig genannt, 1231 als baiolus (Amtmann) bezeichnet.
1226 übertrug König Heinrich VII., in Vertretung seines Vaters Friedrich II., Gerhard I. das Patronatsrecht der Kirche in Königsfeld. Damit waren die Einkünfte der Königsfelder Kirche verbunden.

## Nachfahren
Fünfmal hintereinander erhielten die Söhne der männlichen Burggrafenlinie den gleichen Vornamen, wobei nicht die Geburtsjahre, sondern nur die Daten der jeweiligen urkundlichen Ersterwähnungen und die Todesdaten feststellbar sind: Gerhard II. (1238–1273), Gerhard III. (1276–1296), Gerhard IV. (1298–1369) und Gerhard V. (1333–1344).